# Nysa (Mithridates VI:s dotter)
Nysa, död 63 f.Kr., var en pontisk prinsessa, dotter till kung Mithridates VI Eupator av Pontus.
Nisa var Mithridates VI:s yngsta dotter; hennes mor var en okänd konkubin. Hon var trolovad med Cyperns härskare, Ptolemaios av Cypern.
År 63 f.Kr., under myteriet och truppernas konspiration till förmån för prins Pharnaces, som utropades till kung, befann sig Nysa i palatset i Panticapaeum tillsammans med sin far och äldre syster Mithridates. Nysa dog tillsammans med sin syster Mithridates av giftet hon hade fick från sin far. Kungen tog giftet, men det hade ingen effekt på honom på grund av hans immunitet mot gifter, varefter Mithridates beordrade sin livvakt Bitoites att döda honom.